# 信用卡詐騙
信用卡欺诈是指通過信用卡或借記卡實施的詐騙， 例如有人未經持卡人同意就利用他人的信用卡購買商品或服務或是某人的支付卡被克隆。